# Pluralismo cultural
El pluralismo cultural es un término usado cuando los grupos más pequeños dentro de una sociedad más grande mantienen sus identidades culturales únicas, y sus valores y prácticas son aceptados por la cultura más amplia siempre que sean consistentes con las leyes y valores de la sociedad en general. Como término sociológico, la definición y descripción del pluralismo cultural ha evolucionado a lo largo del tiempo. Se ha descrito no solo como un hecho sino como un objetivo social. El pluralismo cultural es distinto de (aunque a menudo se confunde con) el multiculturalismo. El multiculturalismo carece del requisito de una cultura dominante. Si la cultura dominante se debilita, las sociedades pueden pasar fácilmente del pluralismo cultural al multiculturalismo sin que la sociedad tome pasos intencionales. Si las comunidades funcionan separadamente unas de otras o compiten entre sí, no se consideran culturalmente pluralistas.
El pluralismo cultural puede ser practicado en diversos grados por un grupo o un individuo. Un ejemplo destacado de pluralismo es el siglo XX en los Estados Unidos, en el que una cultura dominante con fuertes elementos de nacionalismo, cultura deportiva y cultura artística también contenía grupos más pequeños con sus propias normas étnicas, religiosas y culturales. En 1971, el gobierno canadiense se refirió al pluralismo cultural, en oposición al multiculturalismo, como la "esencia misma" de la identidad de su nación. En una cultura pluralista, los grupos no solo coexisten uno al lado del otro, sino que también consideran las cualidades de otros grupos como rasgos que vale la pena tener en la cultura dominante. Las sociedades pluralistas colocan fuertes expectativas de integración en los miembros, en lugar de expectativas de asimilación. La existencia de tales instituciones y prácticas es posible si las comunidades culturales son aceptadas por la sociedad en una cultura pluralista y algunas veces requieren la protección de la ley. A menudo, la aceptación de una cultura puede requerir que la cultura nueva o minoritaria elimine algunos aspectos de su cultura que son incompatibles con las leyes o valores de la cultura dominante.
La idea del pluralismo cultural en los Estados Unidos tiene sus raíces en el movimiento trascendentalista y fue desarrollada por filósofos pragmáticos como Horace Kallen, William James y John Dewey, y pensadores posteriores como Randolph Bourne. Una de las articulaciones más famosas de las ideas culturales pluralistas se puede encontrar en el ensayo de Bourne de 1916 "América Transnacional". El filósofo Horace Kallen es ampliamente reconocido como el creador del concepto de pluralismo cultural. El ensayo de Kallen de 1915 en The Nation, Democracy versus the Melting Pot, fue escrito como un argumento en contra del concepto de la "americanización" de los inmigrantes europeos. Más tarde acuñó el término pluralismo cultural en 1924 cuando publicó Culture and Democracy in the United States. En 1976, el concepto fue explorado más a fondo en el libro de Crawford Young, The Politics of Cultural Pluralism. El trabajo de Young, en estudios africanos, enfatiza la flexibilidad de la definición de pluralismo cultural dentro de una sociedad. Los defensores más recientes incluyen al antropólogo moral y cultural Richard Shweder. En 1976, un artículo en la Revista de Sociología y Bienestar Social ofreció una redefinición del pluralismo cultural en el que se describe como una condición social en la que las comunidades de diferentes culturas viven juntas y funcionan en un sistema abierto.